# Logor Velepromet
Logor Velepromet bio je sabirni logor u Veleprometu, u Vukovaru, pod srpskom upravom od 1991. gdje su držani hrvatski zarobljenici, vojnici i civili, tijekom Domovinskog rata. Bio je najveći logor osnovan tijekom Domovinskog rata. Zatvorenici su kasnije prebačeni u logor Sremska Mitrovica. Prema Međunarodnom sudu za ratne zločine počinjene na području bivše Jugoslavije, kroz Velepromet je prošlo oko 10 000 ljudi, većinom hrvatsko i nesrpsko stanovništvo, a 700 ih se smatra nestalima.

## Logor
Nakon bitke za Vukovar, JNA je u Veleprometu uspostavila improvizirani zatočenički objekt u kojem je držala oko tisuću Hrvata. Proces registracije i raspodjele zarobljenika započeo je odvajanjem žena i djece od muškaraca. Svaka skupina je potom izvedena na ispitivanje, muškarci su premlaćivani a zabilježeni su i slučajevi silovanja. Prema izjavi jedne svjedokinje, izvedena je pred sud Republike Srpske Krajine i optužena za „genocid nad Srbima”. Osuđena je na 15 godina i vraćena u Velepromet.
Prema izjavi drugog svjedoka, 260 muškaraca bilo je zatočeno u sobi površine 100 kvadratnih metara. Išli su u sobu za ispitivanje, a čuli su i pucnjeve iz vatrenog oružja.
Mnogi su morali raditi pod prisilom, kao što je popravljanje krova ili zakopavanje mrtvih u grobovima. Logoraši su neke ljude identificirali kao pripadnike šešeljevaca.
Zatvorenici su raspoređeni po podrumu, po maloj sobi kraj stražarnice i po stolarskoj radionici. Prema izvještaju svjedoka, JNA i četnici izveli su osmero logoraša iz zatočeničke protorije u skladištu, svezali im ruke žicom, potom ih svezali za ogradu od žice te ih strijeljali. U drugom incidentu, navodno je 25 zatvorenika strijeljano. Lokacija za strijeljanje bila je udaljena 50-ak metara od skladišta i navodno ih je većina zatvorenika moglo gledati. Prilikom ispitivanja, stražari su zatvorenike lupali po kralježnici.
Jedan branitelj iz Vukovara je pogubljen motornom pilom.

## Suđenja
Međunarodni sud za ratne zločine počinjene na području bivše Jugoslavije optužio je Slobodana Miloševića i Gorana Hadžića za „dugotrajno i rutinsko zatvaranje više tisuća hrvatskih i drugih nesrpskih civila u zatočeničkim objektima u Hrvatskoj i izvan nje, uključujući zatvoreničke logore koji su se nalazili u Crnoj Gori, Srbiji i Bosni i Hercegovini, uspostavljanje i održavanje nehumanih životnih uvjeta za hrvatske i druge nesrpske civile zatočene u spomenutim zatočeničkim objektima, višekratno mučenje, premlaćivanje i ubijanje hrvatskih i drugih nesrpskih civila“.
Vojislav Šešelj je također bio na optuženičkoj klupi zbog sudjelovanja u logoru Velepromet.

## Potrage za nestalima
Nakon 34-godišnje potrage, posmrtni ostatci dvojice hrvatskih branitelja, Stjepana Patka (204. brigada) i Pala Horvata (3. brigada ZNG-a), nestalih na Veleprometu, pronađeni su na Petrovačkoj doli te su 22. ožujka 2025. pokopani na Memorijalnome groblju u Vukovaru.